# 喜玛拉雅 (韩红)
喜玛拉雅是韩红在2003年1月发行的专辑。
所属语言：普通话
唱片公司：明星世界

## 曲目
1. 雪域光芒
2. 漂
3. 喜玛拉雅
4. 相爱
5. 原野
6. 风雨中的美丽
7. 家乡
8. 北京的金山上
9. 格桑花开
10. 情人
11. 希望
12. 天亮了

| 前任： 歌唱 | '韩红的专辑' 1-2003 | 繼任： 红 |